# Bəsitçay
Bəsitçay – rzeka w Armenii i w Azerbejdżanie. Bierze początek po stronie armeńskiej. Uchodzi do Araksu. Ma 44 km długości, z czego 17 km po stronie Azerbejdżanu.
Nad rzeką położony jest Państwowy Rezerwat Przyrody Bəsitçay.
Rzeka jest zanieczyszczana materiałem pochodzącym z hodowli trzody chlewnej w górskich wioskach Armenii.